# Csefkó Gyula
Csefkó Gyula (Baja, 1878. december 8. – Szeged, 1954. december 2.) magyar nyelvész, tanító, főiskolai és egyetemi oktató, a Magyar Tudományos Akadémia levelező tagja (1943). Főbb kutatási területei a nyelvtörténet, a népnyelv és a nyelvművelés, de kiemelkedően népi szóláskincsünk jeles kutatója volt.

## Életútja
Édesapja molnársegéd volt, korán meghalt; édesanyja özvegyen nevelte fel két gyermekét. Csefkó Gyula elemi és polgári iskolai tanulmányait Baján végezte, majd beiratkozott a Bajai Állami Tanítóképző Intézetbe, ahol 1897-ben nyert tanítói oklevelet. Ezt követően az adai szállási iskolában kezdte meg az oktatómunkát.
1898-ban beiratkozott a budapesti Paedagogiumba, ahol 1901-ben nyert oklevelet, majd az adai polgári iskolában, Szigetváron, később Oravicabányán tanított. 1913-ban került Szegedre a III. kerületi állami polgári fiúiskolába.
A szegedi Ferenc József Tudományegyetemen 1926-ban tett egyetemi doktorátust, 1931-ben egyetemi magántanárnak nevezték ki, mind a főiskolán, mind az egyetemen tanított magyar nyelvészetet. 1941-ben kinevezték címzetes nyilvános rendkívüli tanárnak. A második világháború után is talpon tudott maradni mint nyelvész, mert a nyelvtudomány nem számított ideológiai tárgynak. Az újonnan bevezetett szovjet tudományos szisztéma szerint elnyerte 1952-ben a kandidátusi fokozatot. 
1954-ben érte a halál, egy héttel 76. születésnapja előtt. A szegedi Belvárosi temetőben nyugszik.

## Munkássága
Pedagógusi pályája mellett kora fiatalságától foglalkozott nyelvészeti kutatásokkal. Adai tanítóként behatóan tanulmányozta a környék nyelvjárását, tapasztalatait egy tanulmányban összegezte Adai nyelvjárás címen. Tanulmánya díjat nyert a Magyar Nyelvőr című folyóirat 1898. évi pályázatán, s nyomtatásban is megjelentették a folyóirat 1898. évfolyamában. Szegedre kerülve tovább folytatta a magyar nyelvészet területén kifejtett munkásságát: szólásokat gyűjtött, szótörténeti dolgozatokat írt.
Csefkó Gyula a magyar frazeológiai kutatás jelentős alakja volt, aki Tolnai Vilmos elveit követve és Kertész Manó nyomdokain haladva a művelődéstörténeti eredetű szólások magyarázatával foglalkozott. Kutatási módszerét továbbfejlesztette, mély népnyelvi ismereteit is felhasználva. Kezdetben a szavak és elhomályosult szókapcsolatok jelentéstörténete érdekelte, ami szorosan kapcsolódott a művelődéstörténeti viszonyokhoz. Szótörténeti kutatásai során szerzett ismeretei és módszertani tapasztalatai nagy segítséget nyújtottak szólásmagyarázó munkájához. Szólásmagyarázó tanulmányait a Szállóigék, szólásmódok című könyvében foglalta össze, emellett folyóiratokban is publikált frazeológiai tárgyú cikkeket. Nyelvjárási tanulmányai és szótörténeti közleményei mellett szólásmagyarázataival vált a legjelentősebbé és legmaradandóbbá. Cikkeit rendkívül gazdag nyelvi anyag és adattár teszi értékessé. Nem csupán régi szólásgyűjteményekre és szótárakra támaszkodott, hanem kiaknázta a régebbi irodalom és a főként a 17. századból származó írásos emlékek gazdag tárházát is, beleértve levelezéseket, emlékiratokat és naplókat. Ezeknek a forrásoknak a feldolgozásával jutott el a vizsgált kor élő nyelvéhez, és tudta bemutatni a szólások eredeti változatainak hosszú sorát.
Csefkó módszerének másik jellegzetessége, hogy a nyelvi jelenségeket nem elszigetelten, hanem összefüggéseikben, valamint a nyelv és az élet, a nyelv és a társadalom kapcsolatában vizsgálta. Ennek eredményeként egy-egy szólás eredetének kutatásakor gyakran egy egész szóláscsalád kialakulását tárta fel. Cikkeiben gazdag művelődéstörténeti, néprajzi és társadalomtörténeti tanulságokat is levonhatunk. Kutatásai révén olyan vitatott vagy tévesen magyarázott szólások eredetét bizonyította, mint például: hátra van még a fekete leves; ráteríti a vizes lepedőt; nem viszi el szárazon; megtanítlak kesztyűbe dudálni; kenyértörésre kerül a dolog; faképnél hagy; nem ér egy hajítófát; köti az ebet a karóhoz; azt se mondta: befellegzett; szidja, mint a bokrot; egészséges, mint a makk. Bár az elméleti kérdések kevésbé érdekelték, cikkei olykor a szólások alkatának és fejlődésének általános szempontjaira is rávilágítanak. Sajnos tervezett összefoglaló műve halála miatt nem valósult meg. 

### Társasági tagságai és elismerései
1943-ban Mészöly Gedeon javaslatára a Magyar Tudományos Akadémia levelező tagjainak sorába választották. Emellett tagja volt a Magyar Nyelvtudományi Társaságnak, a Magyar Irodalomtörténeti Társaságnak, a Dugonics Társaságnak, választmányi tagja a Magyar Néprajzi Társaságnak.
1923-ban a Magyar Nyelvtudományi Társaság Szily Kálmán-emlékéremmel tüntette ki, 1953-ban pedig Munka Érdemrend kitüntetésben részesült.

## Főbb művei
- Az adai nyelvjárás. Magyar Nyelvőr, 1898
- A nyelvújítás szótárához. Magyar Nyelvőr, 1909
- A háborús katonanyelvből. Magyar Nyelv, 1921
- Kunkapitány. Magyar Nyelv, 1926
- Négy kis mondat Mátyás királyról. Ethnographia, 1927
- Szállóigék, szólásmondások. Tanulmányok szóláskészletünk köréből.[3] Budapest, 1930, 178 o.
- Tarhonya. Népünk és Nyelvünk, 1933
- Hátra van még a fekete leves. Szegedi Füzetek, 1934
- Ha még egyszer azt üzeni... (A Kossuth nóta eredetéhez.) Nép és Nyelv, 1942
- Tulipiros, hupikék. In Emlékkönyv Melich János hetvenedik születésenapjára. Budapest, 1942. 55-65. o.
- Szólásaink történetéhez és magyarázatához. Magyar Nyelvőr, 1946
- Eb ura fakó! Magyar Nyelv, 1948
- Dárius kincse. Magyar Nyelvőr, 1951

## Emlékezete
1965-ben emléktáblát avattak tiszteletére Szegeden, a Szentháromság útja 39–41. szám alatti utolsó lakhelyén. A városban utca is viseli a nevét.